# Gaetano Trentanove
Gaetano Trentanove (né à Florence le 21 février 1858 et mort dans la même ville le 13 mars 1937) était un sculpteur italien et américain.

## Biographie

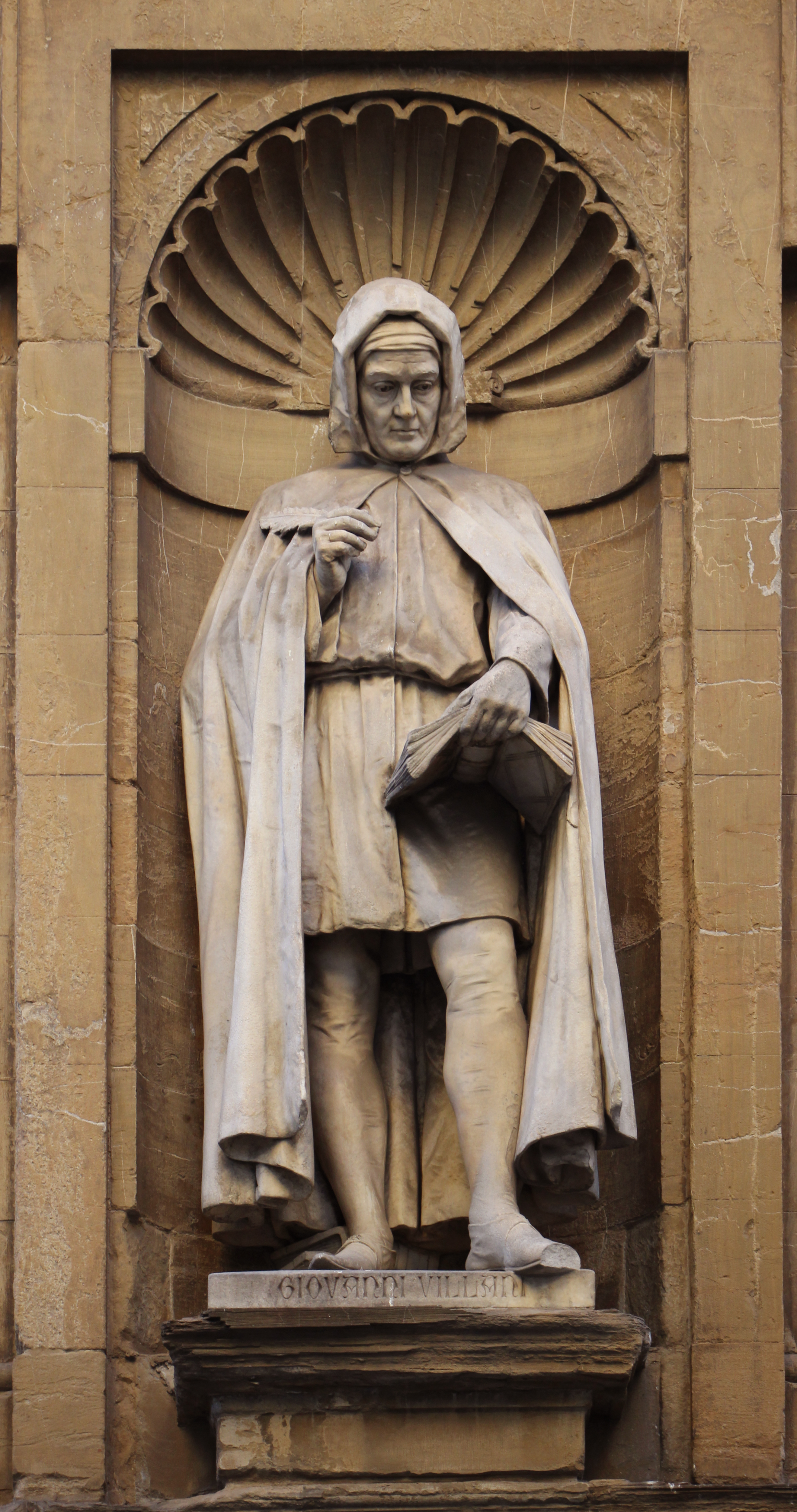
Statue de Giovanni Villani dans la loggia del Mercato Nuovo à Florence

Gaetano Trentanove est né à Florence, d'un fils d'orfèvre. Il étudia à l'Académie florentine où il fut nommé érudit honoraire de cette même académie ainsi que de celle de Parme. 
Gaetano Trentanove qui eut un début de carrière très active en Italie termina Gaddo movente (son premier ouvrage), récompensé d'une médaille d'or par la Société Promotrice des Beaux-Arts. Il réalisa  une statue grandeur nature pour son palais et un monument funéraire pour le comte Alfredo Serristori pour le cimetière de Figline ainsi que le groupe sculptural Tito Vezio e Licena et  le monument de Signora Fraschetti, plaçant une couronne de fleurs sur la tombe de son mari à San Miniato.
Il a réalisé de nombreux bustes dont un de Federigo Campanella ainsi qu'une statue sur la loggia du Mercato Nuovo de Florence.
Gaetano Trentanove a ouvert un studio à Milwaukee, Wisconsin, à la suite d'amitiés nouées à Paris.  Son premier contact avec la Ville de Milwaukee a eu lieu alors qu'il était étudiant lorsque William E. Cramer, le rédacteur en chef de l'Evening Wisconsin, a visité le studio de Giovanni Dupre, où Trentanove étudiait. 
Pour l'Exposition universelle à Chicago de 1893, Trentanove sculpte l'Otriade ou Dernière des Spartiates, une grande statue en marbre blanc de Carrare. 

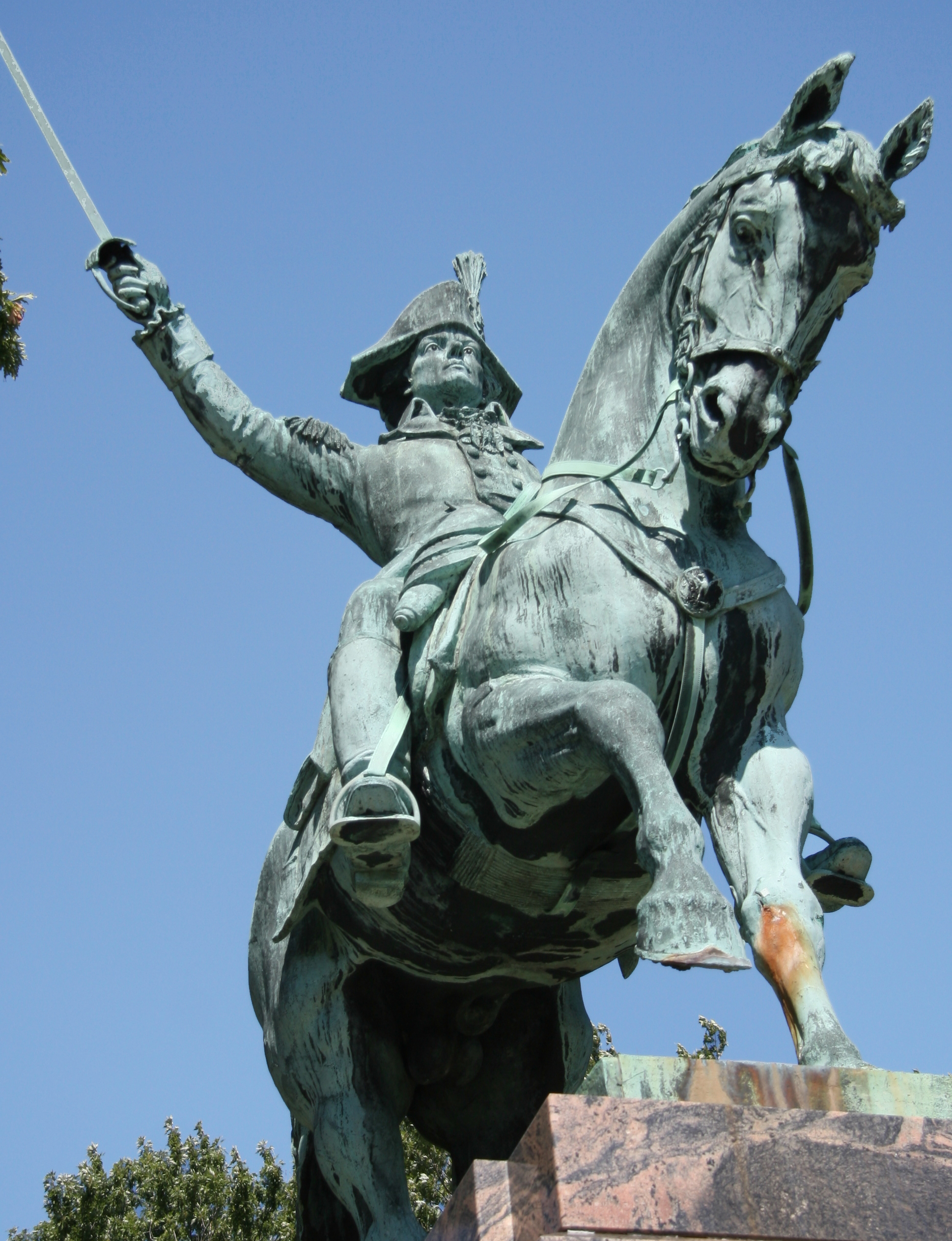
Monument Kościuszko dans le parc Kosciuszko au sud de Milwaukee

À la fermeture de la foire de Chicago, Cramer a acheté la statue spartiate pour la Layton Art Gallery de Milwaukee.  
Gaetano Trentanove devenu un visiteur régulier de Milwaukee a donné des cours à la Layton Art Gallery. Il a acquis la citoyenneté américaine. Bien qu'il ait passé une partie de sa vie à Florence, où se trouvait la fonderie qui coulait ses modèles en bronze,  il a passé la majeure partie du reste de sa vie à Milwaukee. 
En 1897, il est fait chevalier de l'Ordre de la Couronne d'Italie.
Après sa retraite, il retourna à Florence où il mourut le 13 mars 1937.

## Œuvres choisies
- 1889 Victor Hugo, présenté à l'Exposition Universelle (1889), Paris. Maintenant à la Galerie d'Art Moderne, Florence.
- 1892 Le dernier des Spartiates, Milwaukee Art Museum. Acheté à l'Esposizione di Belle Arti, Parme, par William Cramer et offert en 1893 à la Layton Art Gallery, Milwaukee.

- 1896 Père Jacques Marquette, National Statuary Hall, US Capitol, Washington, DC
- 1897 Père Jacques Marquette, statue publique à Marquette, Michigan
- 1898 Buste de Peter White Bibliothèque publique Peter White, Marquette, Michigan
- 1900 Daniel Webster pour le Daniel Webster Memorial, Scott Circle, Washington, DC
- 1901 Le général de brigade Albert Pike, Judiciary Square, Washington, DC. Tiré de son socle par des manifestants et incendié le 19 juin 2020
- 1904 Tadeusz Kościuszko, Musée d'art de Cleveland
- 1904 Buste d'Andrew Carnegie pour la bibliothèque Carnegie à Atlanta, Géorgie. Maintenant dans le hall de la bibliothèque centrale du système de bibliothèque publique d'Atlanta-Fulton.
- 1905 Général Thaddeus Kosciuszko, Parc Kosciuszko, Milwaukee, Wisconsin
- 1907 Père Jacques Marquette, statue publique au parc Marquette (île Mackinac)
- Giovanni Villani pour une niche de la Loggia del Mercato Nuovo, Florence.
- Monument des soldats, Oshkosh, Wisconsin
- Gouverneur Nelson Dewey, Lancaster, Wisconsin
- Président McKinley, Somerville, New Jersey
- Oshkosh, commémorant le traité avec le Menominee

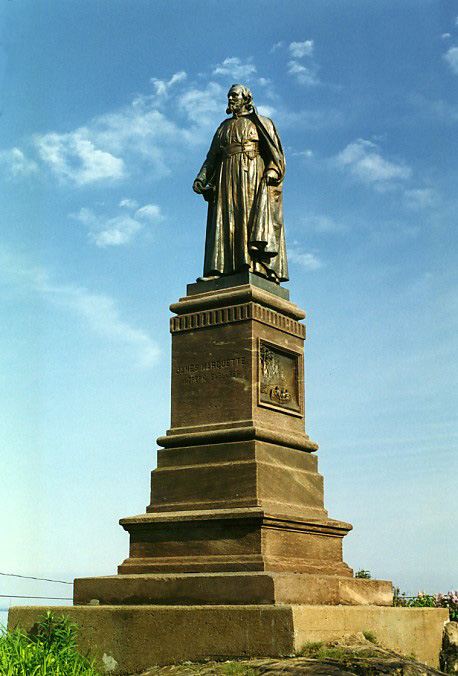
Statue du Père Marquette à Marquette, Michigan